# Palmeira (Santa Catarina)
Palmeira is een gemeente in de Braziliaanse deelstaat Santa Catarina. De gemeente telt 2.456 inwoners (schatting 2009).

## Aangrenzende gemeenten
De gemeente grenst aan Correia Pinto, Lages, Otacílio Costa en Ponte Alta.